# Yūji Kishi
Yūji Kishi (jap. 岸 祐二 Kishi Yūji; ur. 28 września 1970 w Tokio) – japoński aktor i seiyū pracujący dla Cubce Jest głównie znany z roku Kena Mastersa w serii gier Street Fighter oraz Kyōsuke Jinnaia w serialu tokusatsu Gekisō Sentai Carranger. Ta druga rola utorowała mu karierę, przez co aktor dodatkowo postanowił pracować w dubbingu.
Kishi mierzy 182 cm wzrostu. W latach szkolnych grał w koszykówkę. Jest rozwiedziony z aktorką Miką Kikuchi.

## Filmografia
- Seria Street Fighter – Ken Masters
- Crash Bandicoot: The Wrath of Cortex – Crunch Bandicoot
- Beast Wars II – Scuba
- Hunter × Hunter – Gozu
- I My Me! Strawberry Eggs – Hibiki Amawa
- Gekisō Sentai Carranger – Kyōsuke Jinnai / Czerwony Rajdowiec
- Final Fantasy VII: Advent Children – Yazoo